# Rosetta Stone
Rosetta Stone Language Learning е патентован софтуер за компютърно подпомагано езиково обучение (CALL), публикуван от Rosetta Stone Inc, част от семейството продукти на IXL Learning. Софтуерът използва изображения, текст и звук, за да преподава думи и граматика чрез интервално повторение, без превод. Rosetta Stone нарича подхода си „Динамично потапяне“.
Името и логото на софтуера загатват за едноименната древна каменна плоча, върху която с три писмени системи е изписан Указът от Мемфис.
IXL Learning придобива Rosetta Stone през март 2021 г.
Съществува и под формата на мобилно приложение, където се предлагат 25 езика за изучаване.

## Динамично потапяне
В упражнение за изучаване на език Rosetta Stone обучаемият свързва звук или текст с едно от няколко изображения. Броят на изображенията на екрана варира. Например софтуерът показва на обучаемия четири снимки. Говорител с роден език прави изявление, което описва една от снимките, и изявлението се отпечатва на екрана; обучаемият избира снимката, описана от говорителя. В друг вариант обучаемият попълва текстово описание на снимка. При упражнения за писане софтуерът предоставя екранна клавиатура, за да може потребителят да въвежда знаци, които не са от латинската азбука, или ударения, които може да не са на родния му език.
Уроците по граматика обхващат време и наклонение. В уроците по граматика програмата първо показва на обучаемия няколко примера за граматична концепция, а в някои нива думата или думите, върху които обучаемият трябва да се съсредоточи, са подчертани. След това на обучаемия се дава изречение с няколко опции за дума или фраза и обучаемият избира правилната опция.
Ако обучаемият има микрофон, софтуерът ще оцени произношението на думите с помощта на вградения механизъм за разпознаване на реч TrueAccent. 
Всеки модул съдържа преговор на съдържанието в тези уроци и всеки модул завършва с етапна дейност, която е симулиран разговор, който обхваща съдържанието на модула.

### Точкуване
Програмата незабавно информира потребителя дали отговорът е правилен или грешен. Чрез екрана с предпочитания потребителят може да избере дали да се възпроизвежда звук или не, когато се щракне върху отговор. В долната част на прозореца програмата показва всички екрани за текущия урок. Ако всички отговори за този екран са верни, бутонът за този екран става зелен. Ако някои отговори са верни, рамката на бутона става зелена, но самият номер на екрана става оранжев. Ако всички отговори за даден екран са грешни, бутонът става оранжев. Това важи за всички уроци, с изключение на уроците за преглед и етапни етапи, които се третират като тестове. В тези уроци всички бутони за всеки екран остават ясни. Във всички уроци има бутон, върху който може да се задържи курсорът на мишката, за да се покаже колко отговора са правилни, неправилни или без отговор. Всеки път, когато се щракне върху отговор, се дава една точка. В края на урока общият брой правилни, грешни или пропуснати отговори се показва заедно с процента на верните отговори за този урок. Ако на твърде много въпроси е отговорено неправилно, програмата предлага на обучаемия да опита отново урока.

## Софтуерни версии
За да използва Rosetta Stone Language Learning, потребителят се нуждае от приложния софтуер Rosetta Stone и поне едно ниво на езиков пакет. Последната основна версия на Rosetta Stone е Rosetta Stone Language Learning 5.0.13.
Езиковите пакети също имат номера на версиите. Номерът на версията на езиковия пакет е различен от схемата за номериране на версиите на приложението Rosetta Stone и езиковият пакет е съвместим само с определени версии на приложението. Версия 4 и 5 са обратно съвместими с езикови пакети, разработени за версия 3, но не и с по-стари.

### Версия 1
До края на 1996 г. Rosetta Stone Version 1 има селекция от девет езикови курса от ниво едно (нидерландски, английски, френски, немски, италиански, мандарин, португалски, руски, испански) и четири курса от ниво две (английски, френски, немски, испански). CD-ROM продукт, наречен The Rosetta Stone PowerPac, съдържа въвеждащи версии на седем от курсовете.
По това време Fairfield Language Technologies вече са започнали разработването на курсове по арабски, есперанто, иврит, индонезийски, японски, корейски, суахили, тайландски и виетнамски. В рамките на няколко месеца курсовете по японски, тайландски и виетнамски са завършени и са разработени курсове по латински, полски и уелски език. Курсът по латински е следващият завършен, последван от курса по иврит. По този начин Феърфийлд въвежда нови курсове на пазара постепенно.
Rosetta Stone Версия 1 е разработена за Макинтош System 6 и по-нова версия и Windows 3.0 и по-нова версия. По-късните ревизии на Версия 1 за Макинтош изискват System 7. Последната версия на версия 1е v1.9.

### Версия 2
Във версия 2 Феърфийлд продължават да добавят повече езикови курсове, но също така пускат на пазара повече издания на софтуера The Rosetta Stone.
PowerPac CD-ROM, въведен във Версия 1, сега съдържа основни уроци на седем езика. Едно пълно ниво на езиков курс вече се нарича „Персонално издание“ на софтуера.
Тъй като много потребители намират The Rosetta Stone за твърде скъп, Феърфийлд стартира серия от издания на „Explorer“. CD-ROM на Explorer е по-евтин откъс от курс във версия 2. Всяко издание на серията Rosetta Stone Explorer (Японски изследовател, Уелски изследовател и т.н.) включва три единици (22 урока) от ниво 1. Компанията вече не продава издания за Explorer.
След това има Global Traveler, CD-ROM и пакет с електронен преводен речник за хора, които се нуждаят от някои улеснения на английски, френски, испански, италиански или немски. Уроците на CD-ROM дават думи и фрази за пътуващи. Електронният преводач е програмиран с около 60 000 думи и 720 фрази.

#### Съвместимост
Rosetta Stone v2.0.x е обратно съвместим с някои от по-късните езикови пакети за версия 1, специално езикови курсове с номер на версия 3.0 или 4.0.x.
Rosetta Stone v2.1 до v2.2.x са съвместими само с езикови курсове v6.x. Тези версии на езиковите пакети и софтуерната машина не са нито обратно съвместими, нито право. Езиковите дискове, разработени за The Rosetta Stone v2.0.x, са несъвместими с тези по-късни ревизии на софтуера.
Във v2.1.4.1A на The Rosetta Stone програмата започва да използва софтуер за защита от копиране, наречен SafeDisc.

### Версия 3
Rosetta Stone версия 3 не е обратно съвместима с езикови пакети, разработени за Rosetta Stone версии 1 или 2. Версия 3 първоначално е пусната през август 2007 г. за десет най-продавани езика, като по-късно са последвани и други езици. Последната версия на версия 3 е v3.4.7.r1.

#### Homeschool Edition
Homeschool Edition въвежда допълнителни функции, които следят времето, прекарано на урок, резултатите, постигнати в уроците, плановете на уроците и целите на обучението. Това издание включва допълнителен CD-ROM, който съдържа работни тетрадки, тестове, преписи на уроци и изпити.
За разлика от Personal Edition приложението Homeschool Edition не препоръчва преговори. Освен незначителните разлики изданието за домашно училище е по същество същото като персоналното издание - с изключение на допълнителния компактдиск с писмени упражнения и планове за уроци. Езиковите дискове в двете издания са идентични и са взаимозаменяеми. Някои може да имат 3 диска, а други 5. Голяма част от информацията на допълнителния CD-ROM е достъпна онлайн от Rosetta Stone.

### Версия 4 TOTALe
Версия 4 е обратно съвместима с всички езикови пакети, разработени за версия 3. Rosetta Stone пуска версия 4 TOTALe на 14 септември 2010 г. TOTALe е софтуерен пакет, включващ Rosetta Course, Rosetta Studio, Rosetta World и TOTALe Mobile Companion. Потребителите на софтуера Rosetta Studio се абонират за услуга, която провежда видео конференции с езиков инструктор. Rosetta World е услуга за социални игри. TOTALe Mobile Companion е мобилно приложение Rosetta Stone за устройства с iOS и Android. С версия 4 Rosetta Stone добавя по-строги мерки за защита срещу копиране.

### Rosetta Stone Language Learning 5.0.13
Rosetta Stone пуска версия 5 на 9 октомври 2014 г. Забележителните промени са промяната в името на марката ("Rosetta Course" стана "Language Training"), нова интерактивна демонстрация е вградена в приложението въз основа на отзивите на потребителите и нов минималистичен потребителски интерфейс без скосени ръбове или падащи сенки. Софтуерът се предлага в три вариантаː

#### Rosetta Stone Language Learning CD-ROM
- Основните уроци за езиково обучение, до пет нива за определени езици в компактдискове.
- Придружаващи аудио компактдискове, които допълват вашите уроци в курса. Те могат да се възпроизвеждат на CD или MP3 плейъри.
- USB слушалка с микрофон, която е конфигурирана за технология за разпознаване на реч.
- Тримесечен пробен период на онлайн абонамента.
- Софтуерът може да бъде инсталиран на до 2 компютъра, за използване от до 5 членове на домакинството.

#### Rosetta Stone Language Learning Download
- Основните уроци за езиково обучение, до пет нива за определени езици.
- Незабавно изтегляне (езикови пакети в rsd формат) веднага след покупката.
- Тримесечен пробен период на онлайн абонамента.
- може да се инсталира на до 2 компютъра, за използване от до 5 членове на домакинството.

#### Онлайн абонамент
- Пълен достъп до всички нива на езиково обучение за вашия съответен език.
- Игри и общност.
- Мобилни приложения: Пълен достъп до приложения, независимо какъв вкус предпочитате: езиков придружител, езиково обучение и уроци на живо.
- Достъпът до онлайн функции е ограничен до един потребител на възраст 13 и повече години.
- Необходима е постоянна Интернет връзка.

Съвместимост
Самостоятелната опакована версия на софтуера за съжаление вече не работи на модерни операционни системи поради това, че повечето браузъри отказват поддръжката на Adobe Flash. За щастие поддръжката на флаш може да бъде емулирана чрез инсталиране на разширение за браузър с отворен код, наречен Ruffle ( https://ruffle.rs/ ) за базирани на Chrome или най-новите браузърите на Майкрософт Edge. TOTALe версия 4 не се стартира дори с флаш емулация, така че трябва да се надстрои до версия 5 ( https://archive.org/details/rosetta-stone-totale-5.0.37-win ).

### Discover Languages
Discover Languages („Открийте езици“) е приложение, което в момента е налично само на Xbox One. То е много различно от традиционния дизайн, включващ виртуален свят и по-голям фокус върху игрите, за да се хареса по-силно на аудиторията, която играе игри. Единствените поддържани езици в момента са английският и испанският.

## Езикови курсове
Към февруари 2023 г. има 25 езикови курсове, предлагани от Rosetta. Всеки езиков курс изисква или собствен езиков пакет, предлаган чрез CD-ROM дискове или файлове за изтегляне, или онлайн абонамент. 
| Език                        | Версия на езиковия пакет | Осъвременена версия | Ниво 1 | Ниво 2 | Ниво 3 | Ниво 4 | Ниво 5 | Аудио придружител | CD-ROM | Сваляне | Онлайн абонамент |
| --------------------------- | ------------------------ | ------------------- | ------ | ------ | ------ | ------ | ------ | ----------------- | ------ | ------- | ---------------- |
| Арабски                     | v3.7.5.2.r2              | v3.7.6.2.r10        | Да     | Да     | Да     | Не     | Не     | Да                | Да     | Да      | 3 – 36 мес.      |
| Китайски (Мандарин)         | v3.7.6.3.r2              |                     | Да     | Да     | Да     | Да     | Да     | Да                | Да     | Да      | 3 – 36 мес.      |
| Дари                        | v3.7.x.x.rx              |                     | Да     | Не     | Не     | Не     | Не     | Не                | Не     | Да      | 3 – 6 мес.       |
| Нидерландски                | v3.7.5.2.r2              | v3.7.6.2.r10        | Да     | Да     | Да     | Не     | Не     | Да                | Да     | Да      | 3 – 36 мес.      |
| Английски (Американски)     | v3.7.6.3.r1              |                     | Да     | Да     | Да     | Да     | Да     | Да                | Да     | Да      | 3 – 36 мес.      |
| Английски (Британски)       | v3.7.5.3.r1              | v3.7.6.2.r10        | Да     | Да     | Да     | Да     | Да     | Да                | Да     | Да      | 3 – 36 мес.      |
| Филипински (Тагалог)        | v3.7.5.2.r2              |                     | Да     | Да     | Да     | Не     | Не     | Да                | Да     | Да      | 3 – 36 мес.      |
| Френски                     | v3.7.5.2.r2              | v3.7.6.2.r10        | Да     | Да     | Да     | Да     | Да     | Да                | Да     | Да      | 3 – 36 мес.      |
| Немски (Германия)           | v3.7.5.2.r1              | v3.7.6.2.r10        | Да     | Да     | Да     | Да     | Да     | Да                | Да     | Да      | 3 – 36 мес.      |
| Гръцки                      | v3.7.5.2.r2              |                     | Да     | Да     | Да     | Не     | Не     | Да                | Да     | Да      | 3 – 36 мес.      |
| Иврит b                     | v3.7.5.2.r3              |                     | Да     | Да     | Да     | Не     | Не     | Да                | Да     | Да      | 3 – 36 мес.      |
| Хинди                       | v3.7.5.2.r3              |                     | Да     | Да     | Да     | Не     | Не     | Да                | Да     | Да      | 3 – 36 мес.      |
| Индонезийски                | v3.7.x.x.rx              |                     | Да     | Не     | Не     | Не     | Не     | Не                | Не     | Да      | 3 – 6 мес.       |
| Ирландски                   | v3.7.5.3.r5              | v3.7.6.2.r10        | Да     | Да     | Да     | Не     | Не     | Да                | Да     | Да      | 3 – 36 мес.      |
| Италиански                  | v3.7.5.2.r2              | v3.7.6.2.r10        | Да     | Да     | Да     | Да     | Да     | Да                | Да     | Да      | 3 – 36 мес.      |
| Японски                     | v3.7.5.3.r5              | v3.7.6.2.r10        | Да     | Да     | Да     | Не     | Не     | Да                | Да     | Да      | 3 – 36 мес.      |
| Корейски                    | v3.7.5.2.r2              |                     | Да     | Да     | Да     | Не     | Не     | Да                | Да     | Да      | 3 – 36 мес.      |
| Латински                    | v3.7.x.x.rx              |                     | Да     | Да     | Да     | Не     | Не     | Да                | Да     | Да      | 3 – 36 мес.      |
| Пущунски                    | v2                       |                     | Да     | Не     | Не     | Не     | Не     | Не                | Не     | Да      | 3 – 6 мес.       |
| Персийски (Фарси)           | v3.7.5.2.r3              | v3.7.6.2.r10        | Да     | Да     | Да     | Не     | Не     | Да                | Да     | Да      | 3 – 36 мес.      |
| Полски                      | v3.7.5.2.r2              |                     | Да     | Да     | Да     | Не     | Не     | Да                | Да     | Да      | 3 – 36 мес.      |
| Португалски (Бразилия)      | v3.7.5.2.r2              |                     | Да     | Да     | Да     | Не     | Не     | Да                | Да     | Да      | 3 – 36 мес.      |
| Руски                       | v3.7.6.2.r4              | v3.7.6.2.r10        | Да     | Да     | Да     | Да     | Да     | Да                | Да     | Да      | 3 – 36 мес.      |
| Испански (Латинска Америка) | v3.7.5.3.r5              | v3.7.6.2.r10        | Да     | Да     | Да     | Да     | Да     | Да                | Да     | Да      | 3 – 36 мес.      |
| Испански (Испания)          | v3.7.5.2.r2              | v3.7.6.2.r10        | Да     | Да     | Да     | Да     | Да     | Да                | Да     | Да      | 3 – 36 мес.      |
| Суахили                     | v2                       |                     | Да     | Не     | Не     | Не     | Не     | Не                | Не     | Да      | 3 – 6 мес.       |
| Шведски                     | v3.7.5.2.r2              | v3.7.6.2.r10        | Да     | Да     | Да     | Не     | Не     | Да                | Да     | Да      | 3 – 36 мес.      |
| Турски                      | v3.7.5.2.r2              | v3.7.6.2.r10        | Да     | Да     | Да     | Не     | Не     | Да                | Да     | Да      | 3 – 36 мес.      |
| Урду                        | v2                       |                     | Да     | Не     | Не     | Не     | Не     | Не                | Не     | Да      | 3 – 6 мес.       |
| Виетнамски                  | v3.7.5.3.r5              | v3.7.6.2.r10        | Да     | Да     | Да     | Не     | Не     | Да                | Да     | Да      | 3 – 36 мес.      |
| Датски c                    | v2                       |                     | Да     | Не     | Не     | Не     | Не     | Не                | Не     | Не      | Не               |
| Тайландски c                | v2                       |                     | Да     | Не     | Не     | Не     | Не     | Не                | Не     | Не      | Не               |
| Уелски c                    | v2                       |                     | Да     | Не     | Не     | Не     | Не     | Не                | Не     | Не      | Не               |

- a Модерен стандартен арабски е литературен език използван в Близкия Изток и Северна Африка, но не е говорим език. Вж. също Варианти на арабския език.
- b Изучава се модерен иврит, е не библейски иврит.

- c Прекъснати езици

### Организация на курса
Езиковите курсове са разделени на три до пет нива, предлагани като езикови пакети или на CD-ROM дискове, или за изтегляне. В софтуерните пакети на дребно на Rosetta Stone всеки CD-ROM има едно ниво.
Всички езици, с изключение на латинския, използват предимно един и същ набор от думи и изречения в почти същия ред, с предимно едни и същи изображения. Част от материала се използва повторно от урок на урок, за да се предизвика дългосрочно задържане.
Във версия 3 пакет има четири единици за езиково ниво. Всеки модул има четири основни урока с продължителност около 30 минути. След това ученикът преминава към един от следните режими на урок: Произношение, Писане, Речник, Граматика, Слушане, Четене, Говорене. Основният етап е упражнение в края на всеки модул, в което учениците прилагат това, което са научили в модула.

### Аудио придружител
На 9 юни 2008 г. Rosetta Stone представи допълнение към своята продуктова линия Версия 3: Audio Companion, допълнителни аудио записи на думи и фрази. Ученикът трябва да повтаря изговорените думи и фрази за упражняване и запаметяване. За разлика от записите, базирани на метода Pimsleur, Audio Companion не предоставя нито дикторски текст, нито преводи. Rosetta Stone разпространява аудио добавките на аудио CD и като MP3 файлове. Всеки Audio Companion допълва едно ниво от езиковия курс, а всеки диск допълва специфична единица. Пълните пакети от курсове за Версия 4 включват Audio Companion материал за всяко ниво.

### Програма за застрашени езици
Програмата за застрашени езици е създадена през 2004 г. за използване от общности на застрашени езици, ангажирани със съживяването на езика. Организациите, които сключват договор с Програмата за застрашени езици за разработване на персонализиран софтуер, притежават правата за продажба и разпространение на своя краен продукт, което позволява на общностите да контролират този езиков ресурс и зачитат местните права на интелектуална собственост. Следователно тези версии не се продават чрез обичайните търговски обекти като книжарници или търговски уебсайтове.
Базирана в Харисънбърг, Вирджиния, програмата за застрашени езици започна да предлага програма за корпоративни безвъзмездни средства през 2007 г., за да поеме разходите за развитие на наградените общности. Rosetta Stone Inc. предлага първите награди от програмата за безвъзмездни средства на племето Читимача от Луизиана и коалицията за възраждане на езика Навахо.
Програмата за застрашен език също така предлага платени стажове на студенти, които желаят да допринесат за работата на нея.
През ноември 2015 г. Chickasaw Nation чрез програмата за съживяване на езика Чикасо, създадена през 2007 г., сключва договор с Rosetta Stone за персонализиране на съдържанието за изучаване на езици, за да запази и представи езика Чикасо на своите 60 000+ членове по целия свят. Това усилие идва, тъй като нацията Чикасо има приблизително 50 останали носители на роден език, като последният говорещ един език е починал през 2013 г. 
| Език      | Организация                             | Вариант | Ниво 1 | Ниво 2 | Ниво 3 | Ниво 4 | Ниво 5 | Аудио придружител |
| --------- | --------------------------------------- | ------- | ------ | ------ | ------ | ------ | ------ | ----------------- |
| Читимача  | Читимача от Луизиана                    | v2      | Да     | Да     | Не     | Не     | Не     | Не                |
| Инуктикут | Културен център Торнгасок               | v2      | Да     | Не     | Не     | Не     | Не     | Не                |
| Инупиат   | Корпорация NANA                         | v2      | Да     | Да     | Да     | Не     | Не     | Не                |
| Навахо    | Navajo Language Renaissance             | v2      | Да     | Да     | Не     | Не     | Не     | Не                |
| Мохаук    | Kanien’kehá:ka Onkwawén:na Raotitióhkwa | v2      | Да     | Да     | Не     | Не     | Не     | Не                |

## Критики
Честите критики към програмата възникват поради липсата на чувствителност към разликите между различните езици, на които се предлага, и съответните им култури. Ранните версии на софтуера представят същите концепции в същия ред, използвайки същите изображения, направени предимно в района на Вашингтон, близо до централата на компанията по това време в Харисънбърг, Вирджиния. В най-новата версия има някои модификации на набора от картини за определени езици или региони.
Друг често срещан проблем е използването на по-официална лексика от тази, която редовно се използва от носителите на езика. През 2006 г. рецензентът на Macworld Сайръс Фаривар отбеляза, че неговият персийски компактдиск използва khodrow за „кола“, въпреки че повечето носители на езика използват френска заемка, ma:sheen (по същия начин англоговорещите биха били по-склонни да кажат „кола“, отколкото „автомобил“ “ в ежедневната реч). Същият курс не преподава думи, които биха били важни за някого, който изучава персийски, като „хляб“ и „чай“; въпреки това много любопитно включва думата „слон“ в основен урок по лексика. Объркан от въпроса защо думата „слон“ ще се преподава на език, където може би никога няма да се използва (няма много слонове в Иран), Фаривар се обажда на Rosetta Stone, Inc. Казват му, че компанията прави четири различни картини комплекти: един за западни езици, друг за азиатски езици и два комплекта, уникални за всеки суахили и латински. Компактдискът на  персийски език използва западния набор от картини, което обяснява защо изображенията не са културно подходящи.
Пишейки през 1997 г., Доналд Макрей от Университет „Брок“ казва, че Rosetta Stone представлява „добра педагогика“ и че„авторите на програмата никога не изпускат от поглед солидната методология на преподаване“. Той описва курса по немски език във версия 2 като „много добър“, но посочва, че има „известни резерви“.
В преглед от 1997 г. на курса по руски език във версия 2, Марк Кайзер, директор на Езиковия медиен център в Калифорнийския университет – Бъркли, нарича програмата „крайно неадекватна поради редица причини“. Едно от наблюденията на Кайзер е, че софтуерът Rosetta Stone не успява да осигури подходящ културен контекст. Тъй като компанията използва едни и същи снимки за всички свои езикови курсове, те изобразяват хора, дейности и произведени стоки, които са очевидно американски. Кайзер също установява, че Rosetta Stone Version 2 не предоставя начин на учениците да оценят своите умения за водене на разговор и че някои от думите и фразите са твърде английски. „Целият пакет няма никаква педагогическа основа“, заключава той. „По-скоро той използва блясъка на мултимедийните възможности на компютъра, недостига на качествен софтуер на чужди езици и умен маркетинг, за да създаде икономически успешен продукт.“